# The Beatnuts
The Beatnuts est un groupe de hip-hop américain, originaire du quartier du Queens, à New York. Le groupe est formé en 1989 par Junkyard Ju-Ju et Psycho Les, puis rejoint un an plus tard par Kool Fashion. The Beatnuts sont les seuls membres latinos du collectif Native Tongues.

## Biographie

### Origines et débuts
JuJu et Psycho Les ont grandi dans différents quartiers du Queens, à New York. Psycho Les se lance dans les beats et le DJing à l'âge de 15 ans sous divers surnoms comme DJ Les Jams et DJ Incredible. Au lycée de Flushing, dans le Queens, un ami, DJ Loco Moe, présente Les à son copain producteur JuJu. Les deux Beatnuts marchent derrière les traces des pionniers du hip-hop Afrika Bambaataa. Bambaataa les présentent aux membres des Native Tongues De La Soul, A Tribe Called Quest et des Jungle Brothers. À cette période, JuJu et Psycho Les sont des disc jockeys connus sous le nom des Beat Kings. Les Jungle Brothers ne les proclament pas « rois », mais plus comme des « idiots » (nuts) de par leur nature comique et du fait qu'ils soient assez fous pour jouer plus de cent chansons à chaque soirée. Ils changent ainsi de nom. Le logo officiel des Beatnuts s'inspire d'un symbole similaire à celui de The Turnaround de Hank Mobley
The Beatnuts incarnent pour la première fois l'industrie musicale en 1990 en produisant deux chansons pour le groupe d'electronica Stereo MCs et le rappeur britannique Monie Love. Dans les deux années qui suivent, ils produisent pour d'autres rappeurs tels que Common, Pete Nice et DJ Richie Rich, et Kurious. Leur première production leur permet de signer un contrat avec le label Combat Records en 1992. The Beatnuts planifient un « mini-LP » dans ce label, mais la date est reportée du fait que Kool Fashion ait été jugé à six mois de prison pour possession de drogues. Fashion ayant purgé sa peine, The Beatnuts quittent Combat Records et signent avec Violator Management et Relativity Records. Le 6 avril 1993, The Beatnuts publient leur premier album, Intoxicated Demons: The EP. Il se compose de onze chansons, dont les deux singles Reign of the Tec et No Equal. L'album se caractérise par ses beats orientés jazz. Il est bien accueilli par AllMusic, The Source et Entertainment Weekly,. Intoxicated Demons suit en 1994 avec l'album éponyme The Beatnuts: Street Level. Street Level suit le même style musical que son prédécesseur, mais le surpasse en matière de ventes, atteignant le Billboard 200. Il se compose de deux singles, Props Over Here et Hit Me with That, des hits. Street Level est le dernier album des Beatnuts avant le départ officiel de Fashion.

### Succès
The Beatnuts reste inactif pendant trois ans avant la sortie de leur nouvel album, Stone Crazy en 1997. Composé de Off the Books, un single classé au Billboard Hot 100, l'album n'est malgré cela pas un succès critique. Leo Stanley du site web AllMusic accueille plus que modérément l'album citant un manque d'énergie. Chris Ryan de Rolling Stone admet que l'album « ressemble quelque peu à un succès » pour The Beatnuts. Deux semaines après la publication de Stone Crazy, The Beatnuts publient Hydra Beats, Vol. 5, un album instrumental à petite échelle. Vol. 5 fait partie d'une série de vinyles instrumentaux publiés par le label underground Hydra Entertainment.
Le groupe publie Remix EP: The Spot en 1998, un EP remix revisitant toutes les chansons non-instrumentales des trois premiers albums du groupe. Il est publié avant A Musical Massacre en 1999, l'album des Beatnuts le mieux critiqué et le mieux accueilli en matière de ventes. A Musical Massacre atteint la 35e place du Billboard 200 grâce en partie à son single Watch Out Now. L'album est félicité pour ses beats « éclectiques » et « solides », et pour ses paroles « crues, agressives ». Après la publication en 1999 de leur compilation World Famous Classics par Sony, The Beatnuts restent inactifs jusqu'à l'arrivée de Take It or Squeeze It publié en 2001. L'album se compose des singles No Escapin' This et Let's Git Doe, mais ne parvient pas à atteindre le même succès critique et commercial que A Musical Massacre. Les critiques de AllMusic et Rolling Stone s'accordent sur le fait que Take It or Squeeze It mêle « production inventive et rîmes cliché de gangster,. »

## Discographie

### Albums studio
- 1994 : The Beatnuts: Street Level
- 1997 : Stone Crazy
- 1999 : A Musical Massacre
- 2001 : Take It or Squeeze It
- 2002 : The Originators
- 2004 : Milk Me

### Album instrumental
- 1997 : Hydra Beats, Vol. 5

### EPs
- 1993 : Intoxicated Demons: The EP
- 1998 : Remix EP: The Spot

### Compilations
- 1999 : World Famous Classics: 1993-1998
- 2001 : Beatnuts Forever
- 2002 : Classic Nuts, Vol. 1
- 2008 : U.F.O. Files: Rare & Unreleased Joints